# 查理五世 (法兰西)
法蘭西國王查理五世（法語：Charles V，1338年1月21日—1380年9月16日），被称为“賢明王”（法语：le Sage；拉丁语：Sapiens），瓦卢瓦王朝第3位国王（1364年－1380年在位）。他收复了绝大多数沦陷于英军的领土，逆转了百年战争第一阶段的战局，使法蘭西王國得以复兴。
查理五世是法王“好人”约翰二世和盧森堡的邦妮的长子，於1337年1月21日出生在萬塞訥城堡。查理自幼體質偏差，面色蒼白又瘦弱，被形容發育不全。雖然缺乏成為軍人的體質，但相對的查理天資聰穎又勤學，和父親壯碩又強悍的軍人氣質形成對比，為他未來的善政奠下基礎。
1364年查理五世登基，在他天才的顾问们的帮助下，熟稔政务的国王依靠小贵族和市民作为同盟，强化税收制度，填充了王家内库，加强了王权。他建立了第一支有固定津贴的常备陆军，将法蘭西人民从非战时期四处劫掠的自由傭兵團的魔爪下解救了出来。在充分加强了法兰西的国家机器之后，查理五世于1369年向英格兰开战。在名将贝特朗·杜·盖克兰的指挥下，法国陆军扭转了百年战争中法国的颓势。到查理五世统治末期，法国已经收復了布勒丁尼條約割让给英格兰的绝大多数领地。此外，查理五世还重用了海军名将让·德·维埃尔，他率领法蘭西海军成功地发动了百年战争开始以来第一次跨英吉利海峡的反击。
查理五世逝世于1380年，他的儿子查理六世继位。在查理五世死后一齐爆发出来各种矛盾和查理六世的精神疾病造成了灾难性的后果，以致亨利五世在1420年又攻占了大半个法国。

法兰西国王查理五世的纹章

## 生平

### 早年
查理出生於巴黎郊外的萬塞訥城堡，為法王約翰二世（是時為王太子）與波希米亞的邦尼之子。查理與其他宮廷中的男孩一起接受教育，並在一生中與他們保持良好關係，例如他的叔叔奧爾良公爵腓力（僅大他兩歲），他的三個弟弟路易、讓和腓力，以及波旁公爵路易、巴爾伯爵愛德華和羅伯（後來成為巴爾公爵）、布拉班特的戈弗雷、埃唐普伯爵路易、埃夫勒的路易（惡人查理之弟）、阿圖瓦的讓和夏爾、阿朗松的夏爾、及魯夫勒的腓力。
查理雖天資聰穎，但身體虛弱、皮膚蒼白、身形瘦削，與他高大壯碩的父親形成鮮明對比。

### 首位「海豚親王」
維埃諾瓦的「海豚」溫伯特二世在一次失敗的中東十字軍運動後，因無力提高稅收而導致身敗名裂，又因為唯一的兒子逝世而導致無嗣，最終決定賣掉屬於神聖羅馬帝國的封地。然而不論教宗或皇帝都無意收購，結果由查理的祖父法王腓力六世買下。
根据《罗芒条约》，維埃諾瓦的「海豚」將由王子約翰的長子也就是查理繼承。此後「海豚親王」（Dauphiné）皆由法蘭西王太子繼承，也成為王太子的代名詞。年僅十二歲的查理突然獲得權力，當時他正前往格勒诺布尔。在他抵達幾天後，格勒諾布爾市民在當地聖母院廣場搭起高台，邀請年輕的查理與奇塞主教一同接受人民的效忠宣示。作為交換，查理承諾尊重憲章並以嚴格的法令承認溫伯特二世退位後的自由和特權，而溫伯特在退位前對死刑犯以外的罪犯實行最後的大赦。
1350年4月8日，查理和他12歲表妹波旁的讓娜於坦莱尔米塔日結婚，這場近親通婚事先獲得教皇批准（兩人都是查理·德·瓦盧瓦的後代）。但由於查理的母親盧森堡的邦妮和祖母勃艮第的讓娜接連染上瘟疫逝世而推遲了婚禮。查理自己也在1349年8月到12月間生重病。為了減緩瘟疫蔓延，聚會受到限制，因此查理的婚禮是私下舉辦的。
掌控多菲内对法兰西王国非常有價值，因为它占据隆河谷，是自古以来地中海与北欧之间的主要贸易通道，使他們能與教皇領地暨中世紀外交中心的亞維儂建立直接聯繫。查理雖年少，但仍獲得其臣民的認可，成功調停兩個封臣家族之間的戰爭也成為他未來統治法蘭西的重要經驗。

### 諾曼第的任務
查理在他的祖父腓力六世駕崩後被召回巴黎，并于 1350年9月26日在兰斯参加了他父亲約翰二世的加冕典礼。約翰以及瓦盧瓦王朝的統治合法性並不穩固，腓力六世在克雷西、加萊的慘敗、黑死病肆虐，以及為支持王室的貨幣政策改變使其信譽受到嚴重打擊，王室不得不應對王國各地的不滿聲浪。
其中一位具有影響力的反對者是納瓦拉的卡洛斯二世，又名「惡人查理」。他的母親納瓦拉的胡安娜二世於1328年放棄法蘭西王位以換取納瓦拉王位。卡洛斯覬覦法蘭西王位，設法聚集不滿王室的貴族，並得到其親戚和盟友的支持，如：布洛涅家族與其在奧弗涅親戚、忠於胡安娜二世的香檳贵族，以及遭腓力六世驅逐的阿圖瓦的羅貝爾之追隨者。卡洛斯還得到巴黎大學與西北方商人支持，掌控關鍵的跨海峽貿易。
相對於約翰二世以寵臣和下級官員為核心治國，納瓦拉的君主制服從於議會和總憲章。卡洛斯做為一位才華洋溢的演說家，主張要對一個過渡專制，不給貴族或城市發言權的國家進行改革。查理與他父親不同，主張國王必須得到臣民認可並聽取諫言。這使他能夠更親近諾曼貴族與改革派，從而接近卡洛斯。
卡洛斯的影響力之大，使他在1354年1月8日謀殺了他的政敵夏爾·德·拉切爾達（約翰二世的寵臣），且毫不隱瞞罪行並持續逍遙法外。他甚至通过芒特條約，从约翰二世处換取了領土讓步和主權。然而，此時英法雙方正在亞維儂進行和談，因此卡洛斯虽然试图与英格兰结盟，却無法立刻得到愛德華三世的支援。卡洛斯進而與英格蘭簽訂另一個條約，計劃趁兩國休戰協定結束（1355年6月24），英軍再度登陸歐陸後，與其瓜分法蘭西。
1355年3月，約翰二世命令查理在諾曼第組織防禦，這項任務使他必須要提高稅收。然而卡洛斯的影響力越來越大，他根據芒特條約獲得類似「公爵」的地位。如果他和愛德華三世結盟，則可以隨時打開英軍進入諾曼第的大門。同年9月24日，查理在宮廷舉行儀式，促成與納瓦拉的和解。愛德華三世對卡洛斯的背叛感到憤怒而沒有發動登陸，從而避免了戰爭。

### 摄政時期和第三階級起义
許多人認為約翰二世行事魯莽，類似已過時的早期封建國王，他因為獨斷的正義與提拔有問題的親信而疏遠了治下的貴族。百年戰爭經過3年的休戰於1355年重啟，由黑太子愛德華率領的英格蘭─加斯科涅聯軍席捲法蘭西西南部。約翰二世先是阻止英軍入侵諾曼第後，率領一支約16,000人的軍隊南下，於1356年9月渡過羅亞爾河，計劃於普瓦捷攔截黑太子的8,000名士兵。約翰二世的隊長建議包圍餓死黑太子，約翰二世拒絕並強攻黑太子的陣地，這反而順了黑太子之意。在9月19日的普瓦捷戰役中，英格蘭長弓手幾乎殲滅了法軍騎士，俘虜約翰二世。查理在這場戰役中率領一個營，在戰鬥初期便撤退，目前無法確認是約翰二世或查理本人的命令。
普瓦捷戰役的慘敗使許多貴族怨恨不已，輿論譴責貴族背叛國王，但查理與其兄弟在回到巴黎時受到隆重的接待。查理於10月召開三級會議，為保衛國家籌集資金。以巴黎商人行会行首（地位相當於今天的巴黎市長）埃蒂安·马塞尔為首的反對派抗議王室管理不周，要求七名王家大臣下台，由28名貴族、教士及資產階級組成的委員會取代，並呼籲釋放因謀殺拉切爾達而被約翰二世囚禁的卡洛斯。查理拒絕了這些要求，解散三級會議並離開巴黎。
隨後雙方迎來了一場意志力的較量。為了籌措資金，查理試圖讓貨幣貶值；馬塞爾組織罷工運動反擊，查理被迫取消計畫並於1357年2月召回三級會議。第三階級向查理提出一份包含61條條款的大法令草案，賦予三級會議批准所有未來稅收，主動召開會議的權力，並組成一個由36人組成的議會（每個階級12人）來輔佐國王。查理最終簽署通過大法令，然而被解職的官員將消息帶給被監禁在波爾多的國王約翰二世，在他被黑太子帶回英格蘭前宣布放棄這份大法令。
同年夏天，查理在全國各地贏得支持，並重新獲得巴黎認可，為王室扳回一城。同時，馬塞爾拉攏卡洛斯加入，于11月放出了卡洛斯。卡洛斯主張自己有和英王愛德華三世同等角逐法蘭西王位的資格，而愛德華三世正是以此為由發動了百年戰爭。
馬塞爾利用一名在巴黎教堂尋求庇護的公民謀殺案來對查理發動攻擊。他召集一群商人，率領3,000人軍隊進逼王宮，讓群眾在查理眼前殺死他的兩名元帥。驚恐的查理暫時地安撫了群眾，但馬上送走家人，以前往北方向贵族征税为由，最快速度離開首都。馬塞爾的行動破壞了貴族對第三階級的支持，而馬塞爾則支持札克雷暴動來削弱村鎮對查理的支持。札克雷暴动被卡洛斯残酷镇压，而查理坐享其成，收拢了贵族部队，对巴黎展开围城。卡洛斯回到巴黎与马塞尔汇合，然而纳瓦拉部队中的英籍雇佣兵引起了巴黎市民的愤怒。1358年7月31日，馬塞爾被原本的手下殺害。查理在8月初後收復巴黎，隨後大赦馬塞爾核心亲信以外的所有人。

### 布勒丁尼條約
英格蘭在普瓦捷戰役俘虜法王使其在隨後的和談中佔據優勢。約翰二世於1359年簽署倫敦條約，將法蘭西西部大部分地區割讓給英格蘭，並同意一筆足以摧毀法蘭西經濟的4百萬埃居贖金。查理作為攝政王，在他的宮廷顧問和三級會議的支持下否決了該條約。英王愛德華三世稍後再度入侵法蘭西，先在12月攻擊蘭斯，次年3月進逼巴黎，不過查理下令禁止他的士兵和英軍正面對決。依靠馬塞爾為巴黎改進的防禦工事，重建了左岸城牆並新建右岸城牆，延伸到一座名為巴士底的新要塞。愛德華三世派人掠奪了周邊村莊，但仍無法誘使法軍出擊決，最後只好同意降低和談條件。這種非正面對抗的策略在查理統治期間特別有利於法蘭西。
1360年5月8日，英法签署布勒丁尼條約，将法蘭西西部約三分之一（主要是阿基坦和加斯科涅）的領土割让给英格蘭，并将約翰二世的贖金降至3百万埃居。約翰二世于次年10月获释，他的次子安茹的路易代替他成为人质。
儘管父親重獲自由，但查理的精神卻因為同年兩個年幼女兒讓娜和邦妮相繼去世而遭到嚴重打擊。據說在兩個孩子的共同葬禮上，查理前所未有的悲傷。查理自己也病得很重，头发和指甲都掉光了，有些人认为这是砷中毒的症状。 
結果證明約翰二世返國後的統治與被俘前一樣無能。當安茹的路易逃離英格蘭監禁時，約翰二世選擇自我回歸英格蘭囚禁。他在1364年1月抵達倫敦，並於4月因病去世。

## 法蘭西国王

### 繼位與統治初期

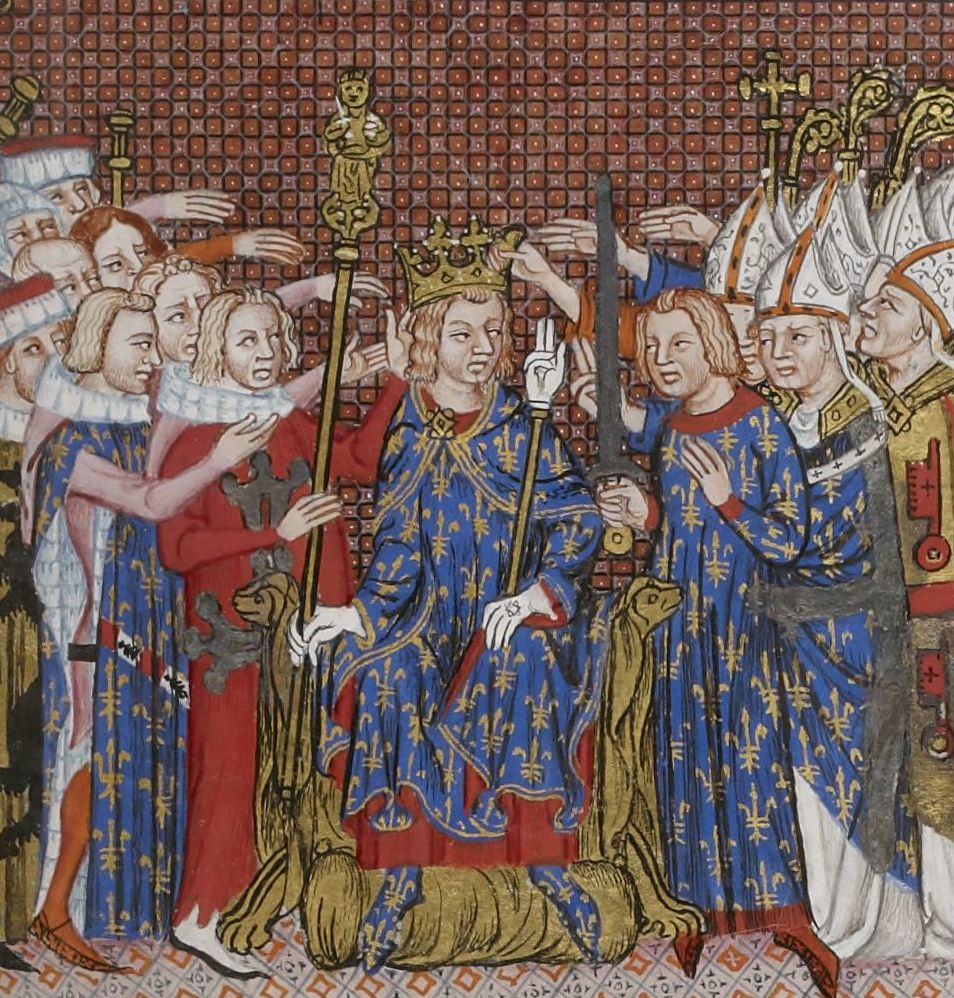
查理五世的加冕

查理於1364年在兰斯大教堂加冕為法蘭西國王查理五世。 这位新国王非常聪明，但沉默寡言，眼神犀利，有著一個長鼻子，脸色苍白，举止庄重。他右手患有痛风，左臂有脓肿，这可能是1359年一次毒殺未遂的副作用。医生能够治疗伤口，但告诉他，如果伤口干涸，他将在 15 天内死亡。他的举止可能隐藏了更情绪化的一面。他与波旁的讓娜的婚姻被认为是非常牢固的，在讓娜與與他的五個孩子先後逝世，在他們的葬礼上，查理一向毫不掩饰自己的悲痛。
查理五世的统治初期主要面對幾個問題：一是延續与英格蘭人的战争，試圖收回在布勒丁尼條約中割讓的土地；二是解決因為和平條約失業，轉變為強盜團伙的自由傭兵團「後來者」（法語：Tard-Venus）。為了實現這些目的，查理向一位布列塔尼的小貴族求助。他叫貝特朗·杜·蓋克蘭，外號「布羅塞利揚德的黑犬」。他在布列塔尼繼承戰爭中與英格蘭人作戰，是游擊戰的專家。1364年，蓋克蘭還在科什雷勒戰役中擊敗了納瓦拉的卡洛斯二世，消除他對法蘭西王位的威脅。
为了誘使後來者離開法蘭西，查理先是計畫雇傭他們前往匈牙利參加十字軍，然而後來者早已惡名遠播，斯特拉斯堡市民拒絕讓他們渡過萊茵河。接下來，查理派遣蓋克蘭率領雇傭兵參加卡斯提爾國王殘酷者佩德羅和他同父異母的私生子恩里克之間的內戰。佩德羅得到英格蘭人的支持，而恩里克得到法蘭西人的支持，將百年戰爭延伸到伊比利半島。
1365年，蓋克蘭和他的部隊攻占了马加利翁與布里维耶斯卡的要塞，以及首都布哥斯，成功將佩德羅趕出卡斯提爾。黑太子愛德華此時擔任法蘭西西南部的總督，接續了佩德羅的戰鬥。1367年4月的納赫拉戰役中，黑太子擊敗了恩里克的軍隊，蓋克蘭經歷激烈抵抗後被俘虜，將他視為至寶的查理五世以高價將他贖回。佩德罗未能履行负担英军军费的承诺，身患痢疾的黑太子不久便停止對佩德羅的支持，英軍在撤退過程中損失慘重，共有8成的英軍士兵在這場戰爭中陣亡。1369年，蓋克蘭再度對佩德羅發起進攻，在蒙鐵爾戰役中取得決定性勝利。恩里克在蓋克蘭的帳篷中處死佩德羅，正式獲得卡斯提爾王位。恩里克封蓋克蘭為莫利納公爵，並成功建立法蘭西─卡斯提爾同盟，查理五世現在能更有利的進行他對英格蘭的戰爭。

### 战争再起

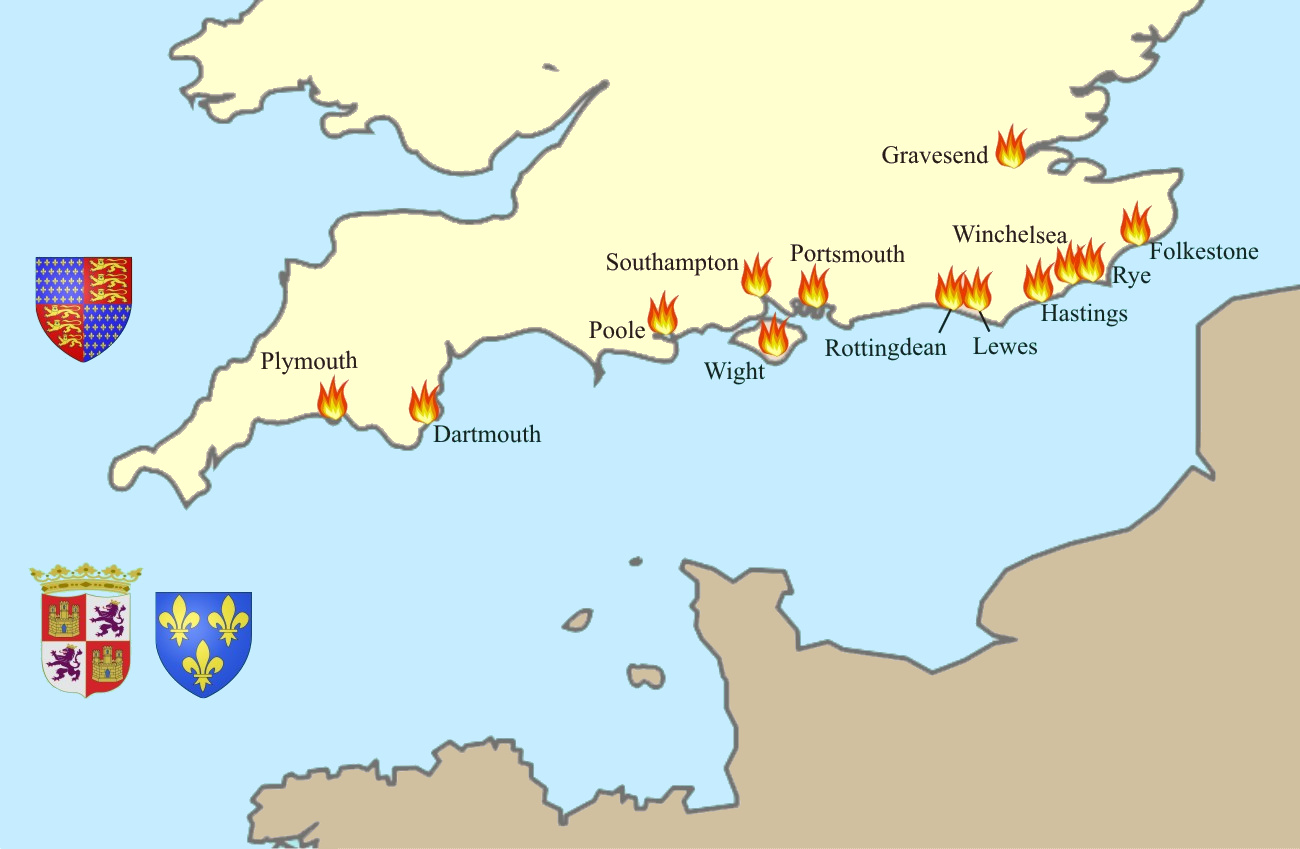
法蘭西─卡斯提爾聯軍袭击英格兰。

卡斯提爾戰爭後，黑太子身体越顯虚弱，且负债累累。他在加斯科涅的统治变得越来越专制。加斯科涅的贵族向查理五世请求援助，查理五世傳喚黑太子前去巴黎審訊，並在黑太子拒絕時以此為由，於1369年5月重新對英格蘭宣戰。
查理五世並不像先王般尋求正面對決，而是採取消耗戰，將戰場分散到任何可能的地方。查理五世在1370年任命蓋克蘭為法蘭西王室統帥，蓋克蘭混合突襲、圍城、會戰等不同戰術擊退了英軍在法蘭西北部的主要攻勢，並在蓬瓦蘭戰役中擊潰指揮官罗伯特·诺尔斯。1372年，法蘭西和卡斯提爾海軍在拉羅歇爾海戰中摧毀了英格蘭艦隊。蓋克蘭模仿英格蘭曾經實行的騎行劫掠戰術，對英格蘭沿岸實施了毀滅性的報復襲擊。
数名英軍將領在与法军的交锋中战死或被俘，黑太子逃回英格蘭本土，並在1376年去世。到1375年，查理五世收復了除加萊和加斯科涅外英格蘭在法蘭西的土地，有效的廢除了布勒丁尼條約。

### 天主教會大分裂
1376年，教宗額我略十一世因擔心失去教宗國，決定將持續70年的亞維儂教廷遷回羅馬。查理五世希望保持法蘭西對教宗的影響力，試圖說服教宗額我略留在法蘭西，理由是：「教宗所在的地方就是羅馬」，但遭到額我略拒絕。
教宗于1378年3月去世。當樞機主教集合選舉下一任教宗時，一群羅馬民眾擔心主要由法蘭西樞機主教組成的樞機團會選出一位法蘭西教宗，將聖座搬回亞維儂，他們便包圍梵蒂岡要求選出一名羅馬人。4月9日，樞機團選出出身平民的巴里大主教巴爾多祿茂·普里尼亞諾為教宗烏爾巴諾六世。新教宗迅速疏遠了樞機團，批評他們的惡習並限制他們的收入來源。同年夏天，法蘭西樞機主教離開羅馬，並宣布烏爾巴諾的選舉因暴民恐嚇而無效，接著在該年9月選舉樞機主教日內瓦的羅伯特為教宗克勉七世。
法蘭西樞機主教们迅速采取行动争取查理五世的支持。巴黎大学神学院建议查理不要仓促决定，但他在11月承认克勉七世为教皇，并禁止任何人效忠烏爾巴諾。查理五世的支持導致克勉可以繼續擔任教宗，致使近40年的天主教會大分裂。

### 逝世
查理的晚年的功績主要在鞏固諾曼第，消除卡洛斯二世的影響力。他與英格蘭的和談一直沒有成果。為了支持對英抗戰而持續徵稅引起工人階級的強烈不滿。
1380年9月上旬，国王左臂上的脓肿干涸了，代表查理來日不多。在他临终前，查理可能因良心譴責而宣布廢除壁爐稅。這是政府財政的基礎而不能被廢除，但消息已經傳到民間。政府拒絕減少任何其他稅收，引發了1382年的鉛錘黨暴動。
查理五世于1380年9月16日去世，由他11岁的儿子查理六世继位。他被安葬在巴黎以北约五英里的聖但尼聖殿。

## 影響與評價

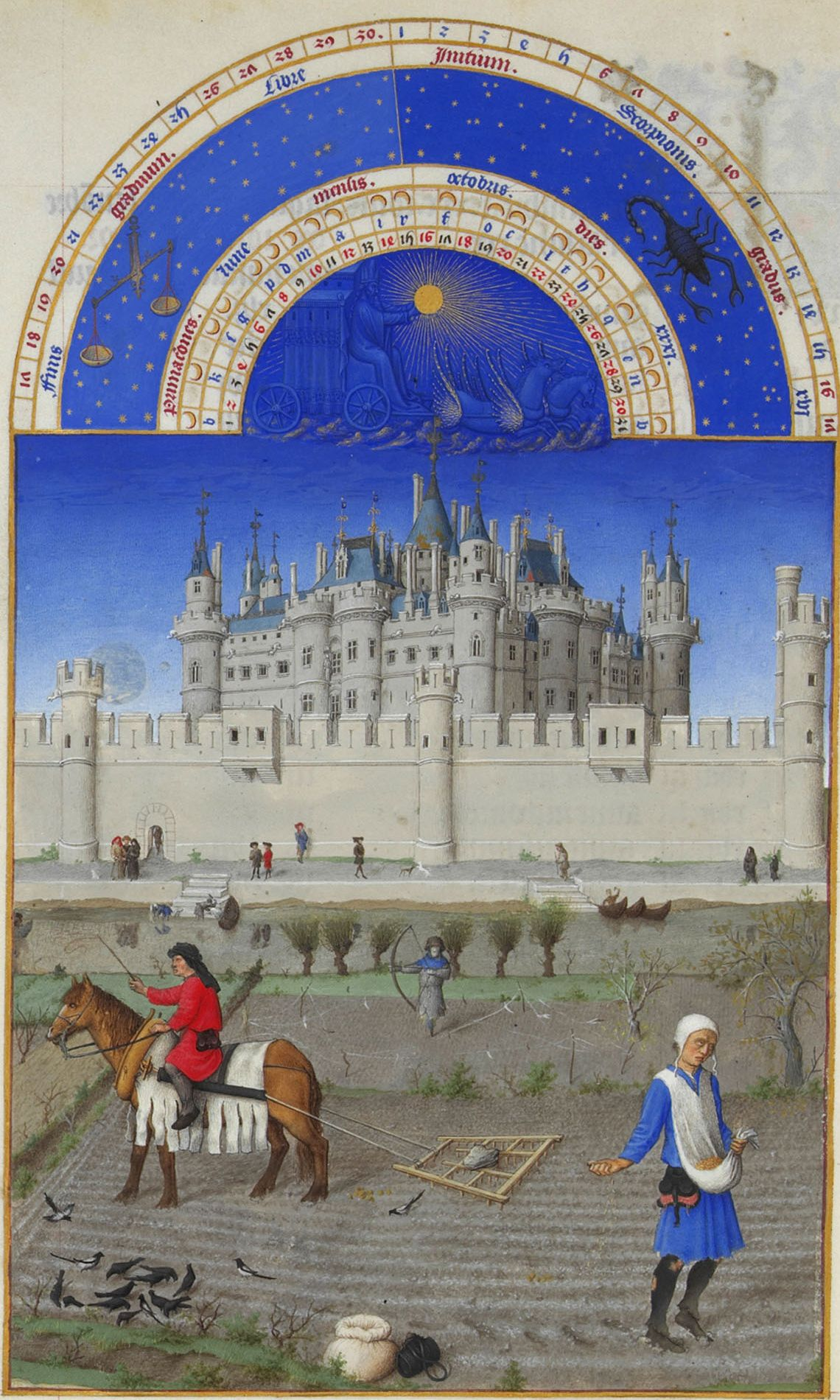
15世紀初的羅浮宮彩繪，出自《貝里公爵的豪華時禱書》代表十月的插畫。羅浮宮在查理五世统治期间重建，开启了王家建筑的新纪元。

查理的聲望對後世具有重要意義，尤其他的治國理念被視為是指導繼承人的模範。1404年由勃艮第公爵菲利普二世委託撰寫的克里斯蒂娜·德·皮桑傳記，記錄查理五世在宮中生活的私密細節，但同時也記錄了查理為繼承人豎立的道德模範。他大量借鑑了尼克爾·奧里斯姆（他将亚里斯多德的倫理學著作翻译成法语）和羅馬的吉爾斯的著作。菲利普·德·梅濟耶爾在他的寓言作品《老朝聖者的夢》（Songe du Vieil Pèlerin）中勸諫王太子（未来的国王查理六世）效仿其睿智的父親，特別是虔敬的一面，同時也希望他在各種政策考量中追求改革的熱情。
查理五世的文化建設以他龐大的圖書館為代表，該圖書館位於他擴建後的羅浮宮內。19世紀法國史學家利奧波德·維克多·德利爾詳細的描述了該圖書館：擁有1,200多冊館藏書籍，象徵王室的權威，也象徵他的政府對公益的重視。查理熱衷蒐集各種法文作品的副本，以便他的官員可以閱覽。由圖書館委託著作最重要的作品是尼克爾·奧里斯姆的著作，他首次將亞里斯多德的《政治學》、《倫理學》與《經濟學》翻譯為流暢的法文譯本《政策》（Livre de Politiques）（《政治學》有更早的譯本，但手稿已佚失)。若《政治學》與《經濟學》是政府的指導手冊，那麼《倫理學》則是指導如何當個好國王。
其他王家圖書館委託的重要著作包含：作者不詳的法律專論《果園之夢》（Songe du Vergier），啟發自腓力四世的法學家與教宗博義八世的辯論；拉烏爾·德·普雷斯勒（Raol de Presles）的翻譯作品，包含聖奥古斯丁《上帝之城》；以及1377年編輯的《法蘭西大編年史》，強調爱德华三世的封臣身份。
查理五世既重視傳統王室儀式，又重視科學的政治理論。他的生活方式在後人看來，既體現了亚里斯多德所倡导的反思生活，同使也體現傳承自克洛維、查理曼、聖路易的法蘭西王權精神（記錄在他1364年的《加冕禮冊》中，現存於大英图书馆）。
查理五世也是一位建築師國王，他建造或重建了多座具有14世紀後期風格的重要建築，例如聖安托萬要塞（後來的巴士底獄）、羅浮宮、文森城堡和聖日耳曼昂萊城堡，這些建築風格受到當時貴族大量模仿。
雖然查理五世在許多方面都是典型的中世紀國王，但因為他的實用主義精神與收復布勒丁尼條約中失去的領土而受到史學家的讚賞。
然而查理的功業對法蘭西而言只是短暫的輝煌，查理的弟弟們在1388年以前主導攝政會議，他們之間的爭執分裂了政府。查理六世于1388年宣布亲政，他召回了部分父亲的重臣，试图解决王叔摄政遗留的财政问题。然而查理六世在1392年發瘋，他的叔叔們又重新掌權。1419年，英王亨利五世再度入侵法蘭西北部，然而宮廷卻仍分裂成阿馬尼亞克派與勃艮第派鬥爭。查理五世得來不易的勝利，僅因為繼承者的唯利是圖而失去。

## 子嗣
查理五世于1350年4月8日娶了波旁的让娜為妻（1338年2月3日－1378年2月4日），他們共有子女8名：
1. 让娜（1357年9月－1360年10月21日），葬于香榭圣安东尼修道院。
2. 邦妮（1358年－1360年12月7日），葬于她姐姐让娜的身边。
3. 讓（1366年6月6日－1366年12月21日），葬于圣但尼圣殿。
4. 查理 (1368年12月3日－1422年10月22日)，法国国王[10]。
5. 玛丽（1370年2月27日－1377年6月）。
6. 路易 (1372年3月13日－1407年11月23日)，奥尔良公爵[10]。
7. 伊莎贝拉（1373年6月24日－1377年2月13日）。
8. 法兰西的凯瑟琳（英语：Catherine of France, Countess of Montpensier）（1378年2月4日于巴黎－1388年11月），死后埋葬在曼布什修道院（英语：Maubuisson Abbey），嫁给了她的堂兄蒙谢庞伯爵瓦卢瓦的约翰（英语：John of Valois, Count of Montpensier）（貝里公爵讓之子）[11]。